# National Geographic Channel
National Geographic Channel ist ein Pay-TV-Sender, der sich auf die Ausstrahlung von Dokumentarfilmen spezialisiert hat.

## Geschichte und Beschreibung
Das Unternehmen National Geographic Channel International, das auch das deutsche Programm veranstaltet, gehört dem internationalen Medienkonzern The Walt Disney Company sowie der zur National Geographic Society gehörenden National Geographic Television & Film.
Die ersten Sender von National Geographic gingen bereits im September 1997 in Europa und Australien auf Sendung.
Sendestart des National Geographic Channel in Deutschland war am 1. November 2004.
Das Programm gibt es in 153 Ländern und 27 Sprachen.

## Empfang
National Geographic Channel und der Ableger National Geographic Wild wurden in Deutschland ab 1. Februar 2023 bei Sky abgeschaltet. Seit 1. Juli 2025 ist National Geographic wieder zurück bei Sky.
Der Kanal ist Bestandteil der Programmbouquets der großen Kabelnetzbetreiber Vodafone Kabel Deutschland und Unitymedia.
In Österreich wird der Sender von MagentaTV und A1 Telekom Austria eingespeist.
In der Schweiz wird der Sender vom Kabelnetzbetreiber UPC Schweiz verbreitet. Der Pay-TV-Anbieter Teleclub überträgt das Programm per IPTV.

## National Geographic Channel HD

Logo des HD-Ablegers von National Geographic

Vom 4. Juli 2009 bis zum 31. Januar 2023 gab es auf der Pay-TV-Plattform Sky Deutschland eine deutsche HD-Version des National Geographic Channel. Laut Senderangaben wolle man ausschließlich echte HDTV-Programme und keine hochskalierten Sendungen zeigen.
Inzwischen ist das Programm identisch mit der SD-Version des Senders.

## Nat Geo People
Nat Geo People war ein Real-Life-Sender aus der FOX-Gruppe mit einem Themenspektrum rund um Travel, Food, Adventure, Living Cultures und Lifestyle.
Die Verbreitung des Programmablegers Nat Geo People wurde zum 12. September 2017 im deutschsprachigen Raum eingestellt.